# Sabacon petarberoni
Espèce
Sabacon petarberoni est une espèce d'opilions dyspnois de la famille des Sabaconidae.

## Distribution
Cette espèce est endémique de la province de Gandaki au Népal. Elle se rencontre dans le district de Kaski.

## Description
Les mâles mesurent de 2,4 à 2,5 mm.

## Systématique et taxinomie
Cette espèce a été décrite par Martens en 2015.

## Étymologie
Cette espèce est nommée en l'honneur de Petar Beron.

## Publication originale
- Martens, 2015 : « Sabacon Simon, 1879 in the Palaearctic: A survey of new and known species from France, Nepal, India, China, Russia and Japan (Arachnida: Opiliones: Sabaconidae). » Biodiversität und Naturausstattung im Himalaya V, Naturkundemuseum, Erfurt, p. 167–210.